# Cytaea
Cytaea Keyserling, 1882 è un genere di ragni appartenente alla famiglia Salticidae.

## Distribuzione
Le 37 specie oggi note di questo genere sono diffuse dalla Birmania e dalle Filippine, lungo tutto l'arco indonesiano, fino in Australia; molte specie sono endemiche di una sola isola, altre di più località.

## Tassonomia
A dicembre 2010, si compone di 37 specie e una sottospecie:
1. Cytaea aeneomicans Simon, 1902 — Lombok (Indonesia)
2. Cytaea albichelis Strand, 1911 — Isole Kei (Indonesia)
3. Cytaea albolimbata Simon, 1888 — Isole Andamane
4. Cytaea argentosa (Thorell, 1881) — Nuova Guinea
5. Cytaea barbatissima (Keyserling, 1881) — Queensland, Nuovo Galles del Sud
6. Cytaea carolinensis Berry, Beatty & Prószynski, 1998 — Isole Caroline
7. Cytaea catella (Thorell, 1891) — Nuova Guinea
8. Cytaea clarovittata (Keyserling, 1881) — Nuovo Galles del Sud
9. Cytaea dispalans (Thorell, 1892) — Giava
10. Cytaea fibula Berland, 1938 — Nuove Ebridi
11. Cytaea flavolineata Berland, 1938 — Nuove Ebridi
12. Cytaea frontaligera (Thorell, 1881) — Nuova Guinea, Queensland
13. Cytaea guentheri Thorell, 1895 — Birmania
14. Cytaea haematica Simon, 1902 — Giava
15. Cytaea haematicoides Strand, 1911 — Isole Aru
16. Cytaea koronivia Berry, Beatty & Prószynski, 1998 — Isole Figi
17. Cytaea laodamia Hogg, 1918 — Nuova Guinea
18. Cytaea laticeps (Thorell, 1878) — Ambon (Arcipelago delle Molucche)
19. Cytaea lepida Kulczyński, 1910 — Isole Salomone
20. Cytaea levii Peng & Li, 2002 — Taiwan
21. Cytaea mitellata (Thorell, 1881) — Nuova Guinea
22. Cytaea morrisoni Dunn, 1951 — Australia occidentale
23. Cytaea nausori Berry, Beatty & Prószynski, 1998 — Isole Figi
24. Cytaea nigriventris (Keyserling, 1881) — Queensland
25. Cytaea nimbata (Thorell, 1881) — Nuova Guinea
26. Cytaea oreophila Simon, 1902 — Giava, Sumatra
27. Cytaea piscula (L. Koch, 1867) — Nuovo Galles del Sud, Isole Samoa
  - Cytaea piscula subsiliens (Kulczynski, 1910) — Isole Samoa, Nuovo Galles del Sud
28. Cytaea plumbeiventris (Keyserling, 1881) — Nuova Guinea, Queensland
29. Cytaea ponapensis Berry, Beatty & Prószynski, 1998 — Isole Caroline
30. Cytaea rai Berry, Beatty & Prószynski, 1998 — Isole Caroline
31. Cytaea rubra (Walckenaer, 1837) — Nuova Guinea
32. Cytaea severa (Thorell, 1881)[2] — Queensland
33. Cytaea sinuata (Doleschall, 1859) — dalle Filippine all'Australia
34. Cytaea sylvia Hogg, 1915 — Nuova Guinea
35. Cytaea trispinifera Marples, 1955 — Isole Samoa
36. Cytaea vitiensis Berry, Beatty & Prószynski, 1998 — Isole Figi
37. Cytaea whytei Prószyn'ski & Deeleman-Reinhold, 2010 — Sumbawa (Piccole Isole della Sonda)

### Specie trasferite
- Cytaea albiventris (Keyserling, 1881); gli esemplari, rinvenuti nel Nuovo Galles del Sud sono stati ridenominati inizialmente come Opisthoncus albiventris; a causa di omonimia, la specie è stata rinominata Opisthoncus keyserlingi Zabka, 1991[1]
- Cytaea grisea Keyserling, 1882; gli esemplari, rinvenuti nel Queensland sono stati ridenominati come Lycidas griseus (Keyserling, 1882) da uno studio dell'aracnologo Zabka del 1987[1]
- Cytaea infrastriata (Keyserling, 1881); gli esemplari, rinvenuti nel Queensland sono stati ridenominati come Evarcha infrastriata (Keyserling, 1881) da uno studio di Zabka del 1991[1]
- Cytaea piligera Keyserling, 1882; gli esemplari, rinvenuti nel Queensland sono stati ridenominati come Lycidas piliger (Keyserling, 1882) da uno studio dell'aracnologo Zabka del 1987[1]